# Julie Ertel
Julie Ertel (* 27. Dezember 1972 in Anaheim, Kalifornien als Julie Swail) ist eine ehemalige US-amerikanische Triathletin und Olympionikin (2000, 2008), welche früher als Wasserballspielerin aktiv war.

## Werdegang

### Olympische Sommerspiele 2000, Wasserball
Im Jahr 2000 gewann Julie Ertel als Julie Swail bei den Olympischen Spielen in Sydney mit dem US-amerikanischen Team die Silbermedaille im Wasserball.
Später stieg sie auf Triathlon um. 2002 wurde sie nationale Meister der Altersklassen, in Mexiko ITU-Weltmeisterin der Amateure und ebenso Aquathlon-Weltmeisterin der Amateure.

### Olympische Sommerspiele 2008, Triathlon
Sie gewann 2007 die kontinentalen amerikanischen Meisterschaften im Triathlon und qualifizierte sich dadurch zur Teilnahme an den Olympischen Spielen 2008 in Peking. Sie startete 2008 in ebendieser Disziplin erneut bei den Olympischen Spielen, wo sie den 19. Rang belegte.
Im November desselben Jahres gewann Julie Ertel das ITU-Weltcup-Rennen in Cancún.
Ertel besitzt einen BA-Abschluss in Wirtschaft. Sie lebt mit ihrem Mann  und einem Stiefsohn in Placentia.

## Auszeichnungen
- Triathlon Athlete of the Year, 1994

## Sportliche Erfolge
| Datum/Jahr    | Rang | Wettbewerb                                 | Austragungsort | Zeit        | Bemerkung                                                                                           |
| ------------- | ---- | ------------------------------------------ | -------------- | ----------- | --------------------------------------------------------------------------------------------------- |
| 29. Sep. 2013 | 4    | Los Angeles Triathlon                      | Los Angeles    | 02:10:41    | auf der olympischen Distanz                                                                         |
| 2010          | 6    | ITU Triathlon Pan American Cup             | San Francisco  | 02:15:23    | |
| 18. Aug. 2008 | 19   | Olympische Sommerspiele 2008               | Peking         | 02:02:39,22 | Der Wettbewerb bestand aus den drei Disziplinen 1,5 km Schwimmen, 40 km Radfahren und 10 km Laufen. |
| 12. Juli 2008 | 1    | ITU Triathlon Pan American Cup             | Geneva         | 02:04:52    | Sieg vor Kathy Tremblay                                                                             |
| 2008          | 2    | ITU Triathlon Pan American Cup             | San Francisco  | 02:06:43    | Zweite hinter der Siegerin Sarah Groff                                                              |
| 2008          | 1    | ITU Triathlon Pan American Cup             | Portland       | 02:05:46    | Siegerin vor Sarah Haskins-Kortuem                                                                  |
| 1. Dez. 2007  | 6    | BG Triathlon World Cup                     | Eilat          | 02:04:12    | [ 3 ]                                                                                               |
| 5. Nov. 2007  | 1    | ITU Triathlon World Cup                    | Cancún         | 01:59:13    | [ 4 ]                                                                                               |
| 15. Juli 2007 | 1    | USA Triathlon Elite National Championships | Honolulu       | 01:52:33    | [ 5 ]                                                                                               |
| 4. Sep. 2005  | 1    | ITU Triathlon Pan American Cup             | Boston         | 01:55:11    | |

(DNF – Did Not Finish)